# Adelardo Cattaneo
Adelardo Cattaneo (il nome è riportato anche Alardo) (Lendinara, 1122 – Verona, 24 agosto 1225) è stato un cardinale e vescovo cattolico italiano.

## Biografia
Membro della nobile famiglia veronese dei Cattanei, fu canonico della cattedrale di Verona e, in gioventù, compose alcuni lavori letterali.
Nel concistoro del 6 marzo 1185 fu creato cardinale presbitero con il titolo di San Marcello da papa Lucio III, durante la sua permanenza a Verona. Sottoscrisse alcune bolle papali tra il 23 marzo e l'11 novembre dello stesso anno. Partecipò al conclave del 1185, che elesse papa Urbano III.
Partecipò al conclave dell'ottobre 1187, che elesse papa Gregorio VIII.
Partecipò al conclave del dicembre 1187, che elesse papa Clemente III.
Fu nominato vescovo di Verona nel 1188 e vi rimase fino al 1214. Dopo la consacrazione a vescovo, come era tradizione, rinunciò al titolo cardinalizio di San Marcello e nei documenti viene riportata solo la generica denominazione di cardinalis sancte Romane ecclesie.
Partecipò al conclave del 1191, che elesse papa Celestino III.
Partecipò al conclave del 1198, che elesse papa Innocenzo III.
Non partecipò al conclave del 1216, che elesse papa Onorio III.
Morì il 24 agosto 1225 e fu sepolto nella basilica di San Zeno; i suoi resti mortali furono riesumati nel 1642 e posti in una nuova tomba nella stessa basilica. L'iscrizione sulla sua tomba riporta: